# Juha Tuomi
Juha Tuomi (7 novembre 1989) è un ex calciatore finlandese, di ruolo portiere.